# District de Kőszeg
Le district de Kőszeg (en hongrois : Kőszegi járás) est un des 7 districts du comitat de Vas en Hongrie. Il compte 25 473 habitants et rassemble 21 localités : 18 communes et 3 villes dont Kőszeg, son chef-lieu.
Cette entité existait déjà auparavant et a été supprimée en 1954.

## Localités
- Bozsok
- Bük
- Csepreg
- Cák
- Gyöngyösfalu
- Horvátzsidány
- Iklanberény
- Kiszsidány
- Kőszeg
- Kőszegdoroszló
- Kőszegpaty
- Kőszegszerdahely
- Lukácsháza
- Lócs
- Nemescsó
- Ólmod
- Peresznye
- Pusztacsó
- Tormásliget
- Tömörd
- Velem